# Evacuació del Danevirke
L'evacuació del Danevirke va ser l'operació militar en què l'exèrcit danès va abandonar les posicions fortificades del Danevirke durant la Segona Guerra de Slesvig. Això va marcar l'últim ús militar de l'antiga estructura de defensa del Danevirke, que s'ha mantingut en possessió alemanya des de llavors.

## Antecedents
A causa d'un clar simbolisme nacionalista, l'opinió pública danesa esperava que l'enfrontament decisiu amb l'exèrcit austroprussià tindria lloc al Danevirke. Les fortificacions ja estaven a l'abast de l'exèrcit austroprussià, però no hi va haver cap batalla, tret d'alguna escaramussa primerenca a la banda sud, ja que el comandant en cap danès, el general de Meza, va retirar les seves forces cap a les trinxeres de Dybbøl. El general De Meza va considerar que era massa arriscat mantenir les posicions, amb la possibilitat de veure's envoltat, ja que l'Schlei i els aiguamolls entre el Danevirke i Husum s'havien congelat durant l'hivern, mentre que el territori al davant del Danevirke ja havia caigut en mans alemanyes.

## Accions
Aquesta retirada va suposar una sorpresa per a l'exèrcit austroprussià i gairebé tot l'exèrcit danès va aconseguir completar l'evacuació. Això va provocar, malgrat tot, l'abandonament d'importants peces d'artilleria pesant, i continua sent una qüestió de debat històric per què no es va emprar el ferrocarril cap a Flensburg durant l'evacuació.

## Conseqüències
Les notícies de la retirada van ser un gran xoc per a l'opinió pública danesa, que havia considerat el Danevirke com a inexpugnable. Poc després, el govern, sota la presidència de Ditlev Monrad,va rellevar el general De Meza del comandament.